# Homoki csészegomba
A homoki csészegomba (Peziza ammophila) a csészegombafélék (Pezizaceae) családján belül a szaprofita gombákat tartalmazó Peziza nemzetségbe tartozó, nem ehető gombafaj. Termőideje jellemzően május-október között van. Az alföldi kopár homoktalajon kisebb-nagyobb csoportokban bukkan elő.
A homok felszíne alatt néhány centiméterrel alakul ki gömb alakú termőteste, ami növekedésekor szabálytalan karéjokkal felnyílik: a gomba barnás színű belseje ekkor láthatóvá válik a talajon, fehéres külsejére homok tapad. Az 1–2 mm vastag falú, igen törékeny termőtest nyélszerű részben folytatódik, ami a gombafonalakkal összetapadt, nedves homokból áll; ez a víz jobb megőrzését segíti elő. A spórák elliptikusak, méretük 14-16 × 10 µm. A spóratömlőkben 8 spóra nő.

## Külső hivatkozások
- Kép Archiválva 2016. március 5-i dátummal a Wayback Machine-ben